# شمع‌بازی
|  |  |  |
|  |  |  |

شمع‌بازی گونه‌ای از بازی حسی و تحریک جنسی است که با استفاده از شمع و موم مذاب یا گرم انجام می‌شود. در شمع‌بازی، موم مذاب یا گرم شمع را بر روی بدن لخت فرد می‌چکانند یا با قاشق می‌ریزند. شمع‌بازی ممکن است با دیگر رفتارهای جنسی بی‌دی‌اس‌ام همزمان انجام شود.

## انواع رایج شمع بازی
- شمع‌های سویا که معمولاً در حدود ۴۶–۵۷ درجه سانتی گراد ذوب می‌شوند.
- شمع‌های پارافینی که معمولاً در حدود ۴۷–۶۵ درجه سانتی گراد ذوب می‌شوند.
- شمع‌های موم زنبور عادی که معمولاً در حدود ۶۲-۶۵ درجه سانتیگراد ذوب می‌شوند. (برای بازی با موم نامطمئن است).
- شمع‌های میکروکریستالی که معمولاً در حدود ۶۳–۹۳ درجه سانتی گراد ذوب می‌شوند (برای بازی با موم نامطمئن است).
- شمع‌های استئارین که معمولاً در حدود ۸۰ درجه سانتی گراد ذوب می‌شوند (برای پخش موم نامطمئن است).
- مواد افزودنی شمع مانند رنگ، روغن و رایحه ممکن است نقطه ذوب را افزایش دهند. با افزودن روغن معدنی می‌توان نقطه ذوب موم را کاهش داد.

## ایمنی
انواع مختلف شمع‌ها دمای متفاوتی از پارافین را تولید می‌کنند. آنها می‌توانند از پارافین گرم و آرامش بخش تا پارافین خطرناک داغ متغیر باشند. تفاوت قابل توجهی بین تحمل افراد در برابر گرما وجود دارد که بسته به محل استفاده از شمع‌ها می‌تواند متفاوت باشد. شمع می‌تواند به چشم بپاشد، که ممکن است مضر باشد. شمعی که خیلی داغ است می‌تواند سوختگی‌های جدی ایجاد کند. برداشتن شمع ممکن است دشوار باشد، به ویژه در نواحی دارای مو. برای برداشتن شمع ممکن است یک شانه یا یک چاقوی تیز لازم باشد. استفاده از چاقو برای این منظور به مهارت‌های خاصی نیاز دارد، اگرچه یک کارت پلاستیکی نیز می‌تواند کار کند. استفاده از روغن معدنی یا لوسیون قبل از بازی می‌تواند حذف شمع را آسان‌تر کند. شمع ممکن است گرما را جمع کرده و متمرکز کند. دماهای ذکر شده در بالا فقط زمانی اعمال می‌شود که شمع در حالت تعادل باشد. شمع گرم شده در هر نوع قابلمه ای باید به شدت هم زده شود وگرنه ممکن است تغییرات خطرناکی در دما وجود داشته باشد. برخی از افراد ممکن است به عطر و رنگ حساسیت داشته باشند. هر آنچه در بالای یک شمع سوزان قرار دارد می‌تواند بسیار داغ شود، حتی در مسافت‌هایی که ممکن است شگفت‌آور باشد. شمع‌ها ممکن است بشکند و اجسام زیر یا نزدیک را آتش بزنند. شستن شمع از لباس و ملحفه تخت دشوار است. افراد مبتلا به بیماریهای خاص، بیماریهای پوستی یا مصرف داروهای خاص ممکن است احتیاطهای بیشتری را نیاز داشته باشند.

## نگارخانه

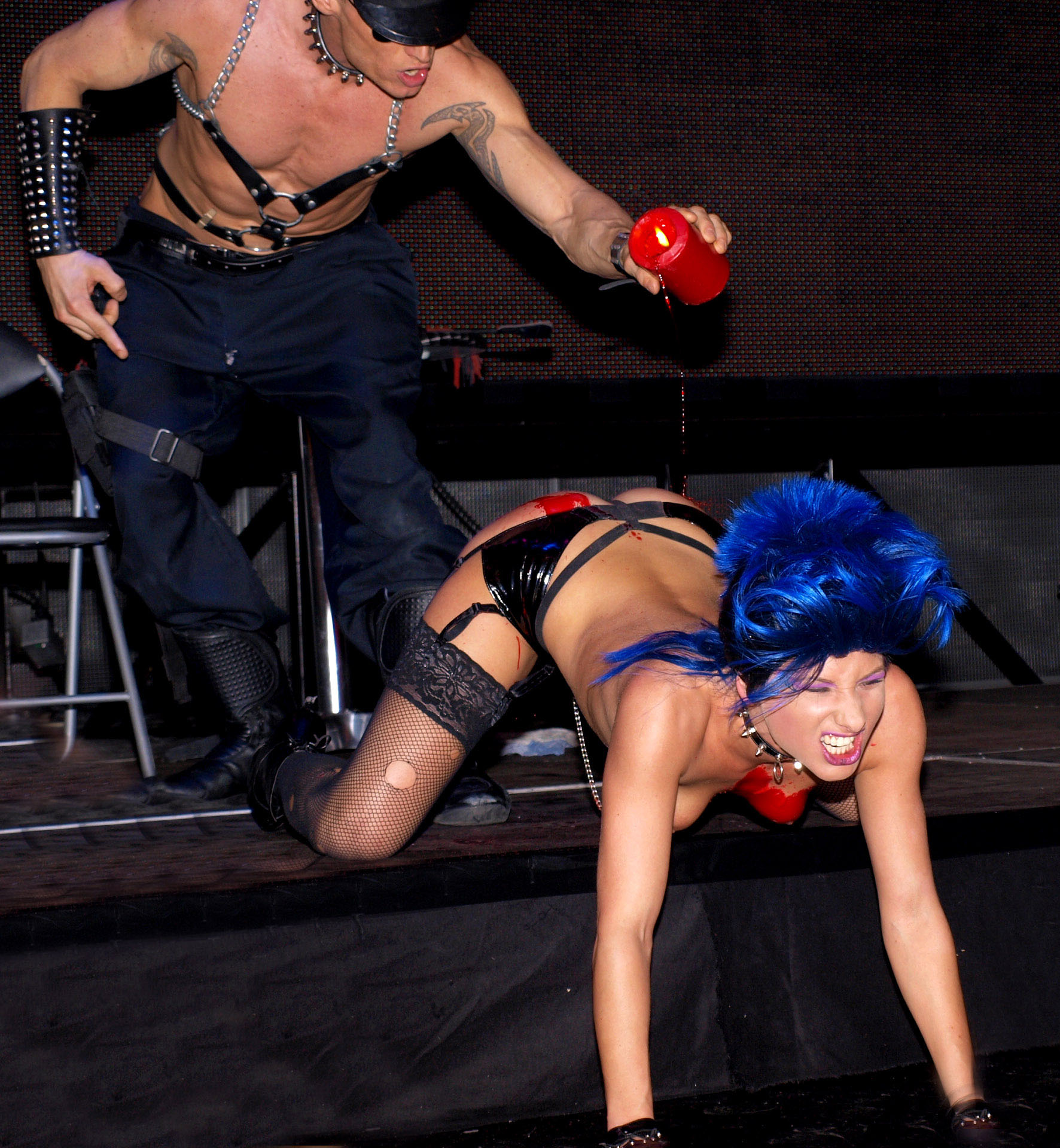
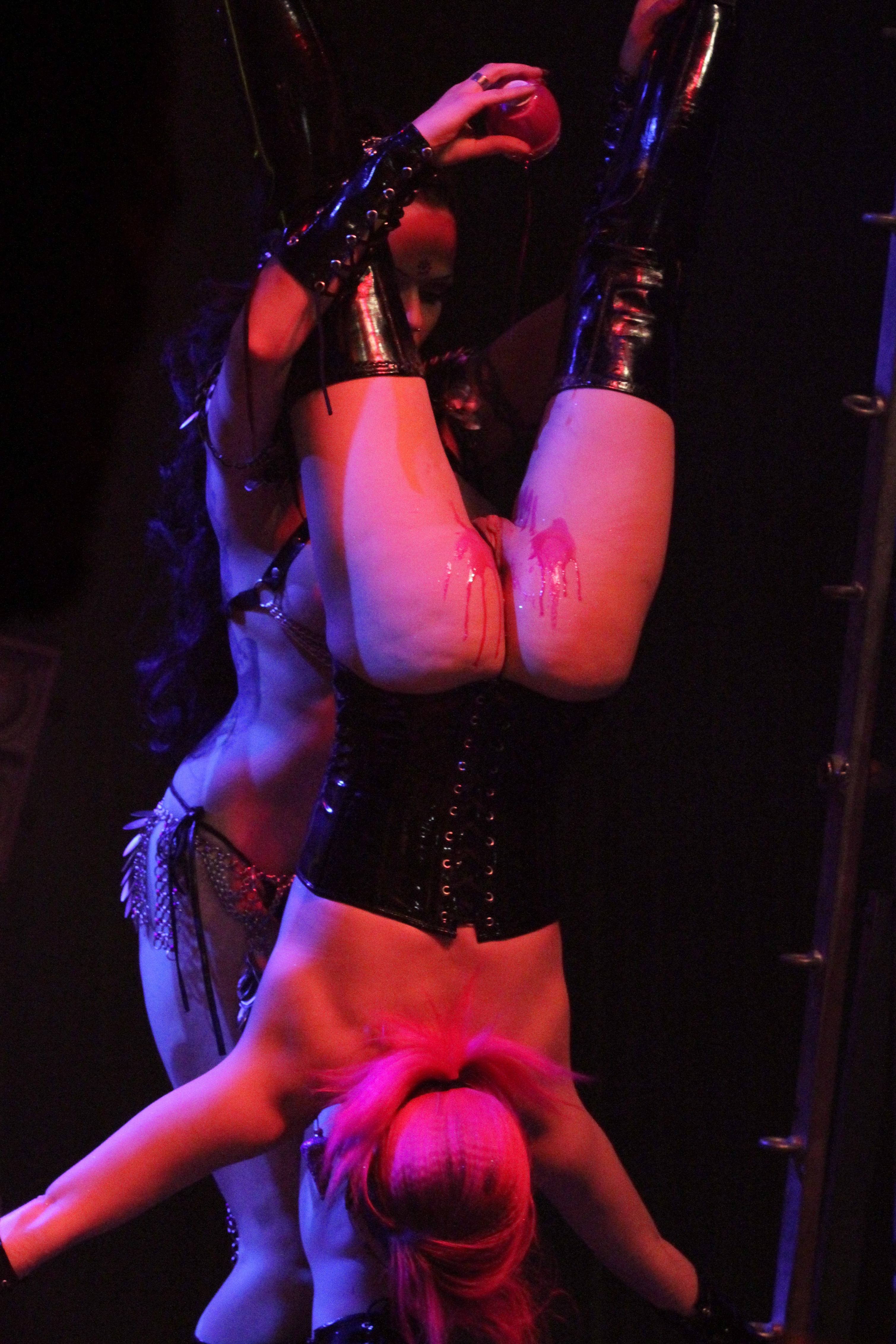